# Estación de ferrocarril de Dimona
La Estación de ferrocarril de Dimona (en hebreo: תחנת הרכבת דימונה) es una estación de tren en Dimona, una localidad del centro sur de Israel, inaugurada en 2005.
Está en línea de 35 kilómetros de largo ( 22 millas) entre Dimona y Beersheba, un trayecto de funcionamiento independiente dentro del sistema de Ferrocarriles de Israel. La vía continúa más allá de la propia ciudad real y los patios de carga.
En 2009, Dimona era la estación más tranquila de Israel con sólo 95 entradas y salidas (combinadas) diariamente.